# 舒文 (音樂人)
舒文（英語：Schumann Lee，？—），人稱舒老闆，是香港著名音樂製作人，間中亦會作曲、編曲乃至填詞，現時自己創立Zoo Music Studio。「舒文」是他的筆名，來源為德國著名作曲家罗伯特·舒曼的姓氏（德語：Robert Schumann），而其真名則一直不願向外界公開。
舒文曾與容祖兒、洪卓立、連詩雅、許志安、AGA、李克勤、陳奕迅、鄭希怡、林欣彤、吳業坤等歌手合作，曲詞編監歌曲作品超過200首。2005年前，他主要與黃丹儀一起合作。舒文是行内出名的幕後人，多年來炮製了不少粵語流行曲。

## 簡歷
舒文的祖父是漁民，父親則曾經從事很多行業，後來靠經營海上油站生意養大三個兒子。舒文早年在香港島筲箕灣生活，13歲便到英國唸書。後來移民加拿大，並在滑鐵盧大學修讀數學及電腦學，在1996年回流香港，期間只做散工度日。同年，他以純粹嘗試的心態作了一首曲參加「CASH流行曲創作大賽」，雖然最後只是入圍而沒有得獎，卻被當時的大會音樂總監、唱片監製兼作曲人黃尚偉賞識，聘請他作為助手，正式開始其於音樂製作的事業。

## 曾參與的節目
- 2021年：《聲夢傳奇》（擔任評判）
- 2022年：《聲夢傳奇2》（擔任評判）
- 2023年：《中年好聲音》（擔任評判）

## 音樂作品

### 1997年
| |                                                                             |
| - 胡諾言 - 自己的事（編） - 鄭秀文 - III（曲、詞、編） - 鄭秀文 - 星「秀」傳說（一夜星秀版）（編） | - 譚耀文 - 天生愛夜（曲、詞、編、監） - 蘇永康 - 找一個新對象（曲、詞、編） |

### 1998年
| | |
| - 郭富城 - 只愛妳（編） - 陳慧琳 - 嚴重（嚴重版Remix）（編） - 鄭伊健 - 快相（曲、詞、編） - 鄭伊健 - 這10分（編） - 鄭伊健 - E病毒之變種（編） | - 鄭伊健 - 一對對（聶風版）（編） - 鄭伊健 - 天氣的錯?（編） - 鄭秀文 - Feels Like 1998（曲、編） - 鄭秀文 - 有問題（編） |

### 1999年
| | |
| - 胡諾言 - :)=空氣（微笑=空氣）（曲、詞、編） - 梁漢文 - 舊約（編） - 許志安 - I'd Really Love You To Stay（詞） - 楊千嬅 - 木偶奇遇記（監） - 鄭伊健 - 不如一同回家（編） - 鄭伊健 - 受了傷的飛鳥（編） | - 鄭伊健 - 2001地球漫遊（曲、編） - 鄭伊健 - 有你便有我（攝氏15℃的早上）（編） - 鄭秀文 - 破例（編） - 鄭秀文 - 環遊世界（編） - 鄭秀文 - 不可多得（編） |

### 2000年
| | |
| - 王 傑 - 可能（編） - 王 傑 - 相見歡（曲、編、監） - 李彩樺 - 分享便當（編） - 容祖兒 - 這分鐘更愛你（Millennium Mix）（編） - 容祖兒 - 不容錯失（曲、編、監） - 容祖兒 - Lovin' U（曲、編、監） - 容祖兒 - 不容錯失（Remix）（曲、編、監） - 容祖兒 - 不容錯失（Chemical Mix）（曲、監） - 容祖兒 - 相當刺激（編、監） - 容祖兒 - 敬請留步（編、監） - 張家輝 - 愛得起（監） - 張家輝 - 下意識（曲、編、監） - 張家輝 - 離不開（監） - 張家輝、林家棟、魏駿傑、歐陽震華、關詠荷、陳松伶、翁 虹、文頌嫻 - 君子好逑（曲、編、監） - 梁詠琪 - Kiss Me（編） - 梁詠琪 - 今夜沒有風（編） - 梁詠琪 - 神仙魚（編） - 許志安 - 一千次日落（編） | - 許志安 - 七年滋養（編） - 郭富城 - 瓦解（編） - 陳冠希 - 甜品（編、監） - 陳慧珊 - 壞男人（編） - 陳慧珊 - 只知我難避開（編） - 陳慧琳 - 笑著睡（編） - 彭 羚 - 無人駕駛（編） - 彭 羚 - 要多美麗有多美麗（編） - 彭 羚 - 相對論（編） - 彭 羚 - 隔著枕頭對我說（編） - 楊千嬅 - 美味情緣（編） - 葉佩雯 - Boom Ba La（Basement Mix）（編、監） - 鄭伊健 - 迷香（曲、編） - 鄭秀文 - 如果我們不再見（編） - 謝霆鋒 - 欺騙觀眾（編） - 謝霆鋒 - 魔鬼的主意（編、監） - 謝霆鋒 - 殘酷愛情實錄（編） - 蘇永康 - 壞了的錶（編） |

### 2001年
| | |
| - Twins - 盲頭烏蠅（編） - Twins - 飛線（曲、編、監） - 林心如 - 趴啦趴嗱（監） - 林保怡 - 天上有地下無（編） - 容祖兒 - 你說得對（編） - 容祖兒 - R U Ready 4 Me?（曲、編、監） - 容祖兒 - 愛している（編、監） - 容祖兒 - 他狠過你（編、配唱製作） - 容祖兒 - 故弄玄虛（編、監） - 張栢芝 - 恨你...一吻（編、監） - 張栢芝 - 再聯絡（編、監） - 梁詠琪 - 氣流（編） - 梁詠琪 - 驗光（編、監） - 許志安 - 天使抱抱我（編） - 許志安 - 眼前一亮（編、監） - 許志安 - 時差（編、監） - 許志安 - 讓愛（曲、編、監） - 許志安 Feat. 叱咤903 DJs - 垃圾天堂（編、監） - 許茹芸 - 和平日（編、監） - 郭富城 - 跳舞大王（曲、編、監） | - 郭富城 - 可能不能（編、監） - 陳冠希 - 分手武器（曲、編、監） - 陳慧珊 - 不是我的（編、監） - 彭 羚 - 最美的表情（編） - 彭 羚 - 巴黎的來信（編、監） - 楊千嬅 - 河童（編、監） - 葉佩雯 - 沒有心情哭（編） - 鄭伊健 - 一個人戀愛（監） - 鄭伊健 - 老實說話（監） - 鄭伊健 - 永遠失去（曲、編、監） - 鄭伊健 - 緣份兩面睇（監） - 鄭伊健 - 最高收視（監） - 鄭秀文 - 我好感動（曲、編、監） - 鍾兆康 - 踢走時限（編、監） - 羅嘉良 - 心中有數（曲、編、監） - 羅嘉良 - 我有時怕傾訴（曲、編、監） - 羅嘉良 - 腹語（編、監） - 羅嘉良、趙學而 - 愛多錯多（曲、編、監） - 譚耀文 - 原來就是你（編、監） - 蘇永康 - 忘記呼吸（編） |

### 2002年
| | |
| - Joey Tang - 讓愛（曲、編、監） - Joey Tang Feat. 有耳非文 - 你愛我（監） - Twins - 孖寶668（編、監） - 方力申 - How I Miss U（曲、編、監） - 余文樂 - 我哋（曲、編、監） - 杜挺豪、田蕊妮 - 吉星高照（編） - 容祖兒 - 啜泣（曲、編、監） - 容祖兒 - 電我（曲、編、監） - 張栢芝 - 斷戲（曲、編、監） - 張栢芝 - 斷戲（Director's Cut）（曲、編、監） - 梁小冰 - 百變顯神通（編） - 梁詠琪 - 花瓶雞湯（編、監） - 許志安 - 讓愛（國）（曲、編、監） - 許志安 - 玫瑰凋謝（曲、編、監） - 許志安 - 活在當下（曲、編、監） | - 陳啟泰 - 宿命（編） - 陳慧琳 - 疾走羅拉（曲、編、監） - 黃伊汶 - 失去控制（編、監） - 楊千嬅 - 我是羊（編、監） - 趙頌茹 - 大孩子（編、監） - 趙頌茹 - 唔該行開（編、監） - 趙頌茹 - 1000次幸福（編、監） - 趙頌茹 - 取代（監） - 趙頌茹 - 大孩子（Mama Mix）（編、監） - 鄭希怡 - 準情人的關懷（曲、編、監） - 黎瑞恩 - 花瓣占卜（編） - 蕭正楠 - 接受我（編、監） - 蕭正楠 - 求求你（編） - 羅嘉良 - 愛突然不足夠（編、監） |

### 2003年
| | |
| - Twins - 那天很愛笑（編） - Twins - 三角圓舞（編） - 何韻詩 - 沙（曲、編、監） - 何韻詩 - 娃鬼回魂（編、監） - 容祖兒 - 習慣失戀（曲、編、監） - 容祖兒 - 神魂顛倒（監） - 容祖兒 - 心淡（監） - 容祖兒 - 與貓共舞（編、監） - 容祖兒 - 囉囉攣（編、監） - 容祖兒 - 一首傳世之歌（監） - 容祖兒 - 傻女（監） - 容祖兒 - Show Up!（監） - 容祖兒 - 出賣（監） - 容祖兒 - 流汗（監） - 容祖兒 - 派對機器（監） - 容祖兒 - 心甘命抵（監） - 容祖兒 - 遲鈍（監） - 容祖兒 - 勉強幸福（曲、編、監） - 容祖兒 - Show Up！（國）（監） - 容祖兒 - 獨照（編） - 容祖兒 - 你還是疼我的（編） | - 容祖兒、郭晉安 - 會很美（編、監） - 梁詠琪 - 再上車（監） - 黃伊汶 - 保持笑容（編、監） - 趙頌茹 - 失戀心情好（編、監） - 趙頌茹 - 發奮（監） - 趙頌茹 - 成人玩意（編、監） - 趙頌茹 - 也許有答案（監） - 趙頌茹 Feat. Joey Tang - 發奮（Brother Mix）（監） - 鄭希怡 - Ha?（編、監） - 鄭希怡 - 話走就走（編、監） - 鄭希怡 - 為愛而愛（編、監） - 鄭希怡 - 愛何簡單（編、監） - 鄭希怡 - 技術性擊倒（監） - 鄭希怡 - 工作狂（編、監） - 鄭希怡 - 我情願不跳舞（編、監） - 鄭希怡 - 大廈的秘密（編、監） - 蕭正楠 - 你想我點（曲、編、監） - 蕭正楠 - ABCD...（編、監） - 蕭正楠 - 逃避是我最善長（編、監） - 關心妍 - 優先訂座（監） |

### 2004年
| | |
| - 丁子峻 - 話別（編） - 丁子峻、田蕊妮 - 有緣相遇（編） - 女生宿舍 - 全女打（編、監） - 女生宿舍 - 換個話題（監） - 女生宿舍 - 心慌慌（監） - 吳浩康 - 棋王（編、監） - 容祖兒 - 溶（監） - 容祖兒 - 夢路（編、監） - 容祖兒 - 最後勝利（編、監） - 容祖兒 - 一拍兩散（監） - 容祖兒 - 朱古力萬歲（編、監） - 容祖兒 - 借過（編、監） - 容祖兒 - 凝溶（監） - 容祖兒 - 天氣報告（監） - 容祖兒 - 16號愛人（編、監） - 容祖兒 - 紅牌出場（編、監） - 容祖兒 - 煙霞（編、監） - 容祖兒 - S.O.S.（編、監） - 容祖兒 - 蜃樓（編、監） - 容祖兒 - 分身術（監） - 容祖兒 - 心病（監） | - 容祖兒 - Chihuahua（編、監） - 容祖兒 Feat. FAMA - Give Love A Break（編、監） - 梁漢文 - 願賭服輸（編、監） - 許志安 - 明天請早（監） - 許志安 - 與神對話（編、監） - 許志安 - 愛我所愛（編、監） - 許志安 - 我兒（監） - 許志安 - 明日之後（監） - 許志安 - 苦水（編、監） - 廖雋嘉 - 我不怕輸（監） - 趙頌茹 - 同情心（編、監） - 趙頌茹 - 柚子（曲、編、監） - 趙頌茹 - 另一個旅程（編、監） - 鄧建明、黃丹儀 - 愛與避愛（編、監） - 鄭希怡 - 有我揀（編、監） - 鄭希怡 - 自由身（監） - 鄭希怡 - Playgirl（編、監） - 鄭希怡 - 黑名單（監） - 鄭希怡 - 潛（監） - 鄭希怡 - Bye Bye DJ（編、監） - 鄭希怡 Feat. FAMA - 提早單身（編、監） |

### 2005年
| | |
| - 容祖兒 - 明日恩典（曲、編、監） - 容祖兒 - 呼天不應（監） - 容祖兒 - 日安憂鬱（監） - 容祖兒 - 明日恩典（國）（曲、編、監） - 容祖兒 - 明日恩典（Amazing Kids Mix）（曲、編、監） - 容祖兒 - Bi-Heart JAM（曲、詞、編、監） - 容祖兒 - 越唱越強（編、監） - 容祖兒 - 天之驕女（監） - 容祖兒 - 好事多為（監） - 容祖兒 - 損友（監） - 容祖兒 - 混血兒（曲、編、監） - 容祖兒 - 還未（編、監） | - 容祖兒 - 亂（監） - 容祖兒 - 亂唱歌（監） - 容祖兒 - 去火星戀愛（編、監） - 容祖兒 - 越唱越強（國）（編、監） - 容祖兒 - 你我她（編、監） - 容祖兒 - 赤地雪（監） - 梁靖琪 Feat. Miracle Jung - 後宮佳麗（監） - 許志安 - 大風吹（監） - 許志安 - 吻下留人（曲、編、監） - 許志安 - 講也不要講（編、監） - 黃大仙兒童合唱團 - Amazing Grace Reprise（曲、編、監） - 鄭 融 - 桃花島（監） |

### 2006年
| | |
| - Sun Boy'z - Hey You（編、監） - 李逸朗 - 粉飾太平（監） - 容祖兒 - 金銀島（監） - 容祖兒 - 摩登時代（編、監） - 容祖兒 - 堂堂男人（編、監） - 容祖兒 - 跟珍芳達做健身操（監） - 容祖兒 - 流淚眼望流淚眼（編、監） - 容祖兒 - 舌尖開叉（監） - 容祖兒 - 上次坐飛機（監） - 容祖兒 - 最後的茱麗葉（監） - 容祖兒 - 冬眠（監） - 容祖兒 - 情歌的情歌（監） - 容祖兒 - 愛情復興（監） - 容祖兒 - 棄權（監） - 容祖兒 - 隱形情人（曲、編、監） - 容祖兒 - 用一千雙手臂擁抱你（監） - 容祖兒 - 愛一個上一課（監） | - 容祖兒 - 搖搖搖（監） - 容祖兒 - Be True（編、監） - 容祖兒 - 傷神（監） - 容祖兒 - 如果睡袍太少布（監） - 容祖兒 - 蒸餾（監） - 高皓正 - 瞓身（監） - 張致恆 - 人造雪（編、監） - 許志安 - 陳大文（編、監） - 許志安 - 李張聯婚（編、監） - 陳小春 - 厄爾尼諾（編、監） - 陳小春 - 偷渡客（監） - 陳小春 - 羞家（監） - 陳小春 - 打情罵悄（監） - 陳小春 - 拐帶你（監） - 陳苑淇 - 家傳秘方（監） - 裕 美 - 私のBLOG（監） |

### 2007年
| | |
| - Sun Boy'z - 初次約會（監） - Sun Boy'z - 陷阱（監） - Sun Boy'z - 愛你（編、監） - Sun Boy'z - 陽光下（監） - Sun Boy'z - Tic Tac Toe（國）（監） - Sun Boy'z - 死性不改（國）（監） - Sun Boy'z - 兩心悉（監） - Sun Boy'z - 迷失雨林（監） - Sun Boy'z - 空虛感（監） - 王友良 - 我信（監） - 王友良 - 不再同哭（監） - 吳浩康 - 懲罰自己（監） - 林 峯 - 愛在記憶中找你（監） - 林 峯 - 你並不孤單（監） - 林 峯 - 原罪（監） - 林 峯 - 潑墨桃花（監） - 林 峯 - 反話（監） - 洪卓立 - 苦行僧（Night Mix）（監） - 洪卓立 - 愛別等（監） - 洪卓立 - 畢業了嗎（監） - 洪卓立 - 思路（編、監） - 洪卓立 - 我可以說不（編、監） - 洪卓立 - 苦行僧（Day Mix）（監） - 范萱蔚、裕 美 - 一起愛（監） - 容祖兒 - 牛奶（編、監） - 容祖兒 - 沒關係（監） - 容祖兒 - 天方夜譚（編、監） | - 容祖兒 - 解語花（國）（監） - 容祖兒 - 解語花（監） - 張信哲 - 寧靜雪（監） - 張信哲 - 算（監） - 張信哲 - 轉機（監） - 張信哲 - 雨霖鈴（監） - 張信哲 - 不如歸去（監） - 張信哲 - 是我非我（監） - 張信哲 - 亂世佳人（編、監） - 張信哲 - 一個美麗的傳說（編、監） - 許志安 - 空前絕後（編、監） - 許志安 - 誰還敢愛這個人（監） - 許志安 - 感情何價（編、監） - 章霈迎 - 作反（監） - 章霈迎 - 刻骨銘記（監） - 裕 美 - EVERYDAY（編、監） - 裕 美 - 童話Everyday（編、監） - 鄭希怡 - 限量愛情（監） - 鄭希怡 - Pom Pom Girl（編、監） - 鄭希怡 - 空城計（監） - 鄭希怡 - 小聰明（編、監） - 鄧穎芝 - 別要走（監） - 鄧穎芝 - 這樣就好（監） - 鄧穎芝、彭懷安 - 電光火石（監） - 鄧穎芝、彭懷安 - 各顯神通（監） - 鍾舒漫 - 人魚前傳（監） - 鍾舒漫 - 得一個（編、監） |

### 2008年
| | |
| - 文恩澄 - 娛人娛己（監） - 文恩澄、陳曉東 - 愛情第二（監） - 方珈悠 - 大勇（編、監） - 方珈悠 - Hit U Back（編、監） - 狄易達、賈曉晨 - 一種快樂一種苦（監） - 林子萱 - 失戀聽的歌（監） - 林 峯 - All About Your Love（監） - 泳 兒 - 喜歡一個人好累（編、監） - 泳 兒 - 露（監） - 泳 兒 - Watch Out（編、監） - 泳 兒 - 如果碰到你的臉（監） - 泳 兒 - Pieces of me（編、監） - 泳 兒 - 單純（監） - 洪卓立 - 我的獨立時代（監） - 洪卓立 - 彌敦道（監） - 洪卓立 - 玩夠（監） - 洪卓立 - Single X'mas（監） - 洪卓立 - 吃得到的葡萄也是酸的（監） - 洪卓立 - 男孩看見野玫瑰（監） - 洪卓立 - 憑甚麼愛你（監） - 洪卓立 - 一個人等咖啡（監） - 洪卓立 - 早熟（監） - 洪卓立 - 男孩看見野玫瑰（國）（監） | - 范萱蔚 - 一起愛（最後勝利）（監） - 范萱蔚、高皓正 - 為寂寞拍拖（監） - 扈佳榮 - 越問越傷心（監） - 陳偉霆 - Lie（監） - 陳偉霆 - Taxi（編、監） - 陳偉霆 - 乖（編、監） - 陳偉霆 - 千萬少年（曲、監） - 陳偉霆 - Boomshakala（編、監） - 陳偉霆 - 暈浪（曲、監） - 陳偉霆 - 闊佬懶理（編、監） - 陳偉霆 - Taxi（國）（編、監） - 陳慧琳 - 抱歉柯德莉夏萍（編、監） - 楊千嬅 - 開心果（監） - 裕 美 - 友達戀人（監） - 鄭希怡 - 月圓（監） - 鄭希怡 - 擔心他喜歡希爾頓（編、監） - 鄭希怡 - 友誼之間（監） - 鄭希怡 - 深夜女王（監） - 鄭希怡 - Kabombom（監） - 鄭希怡 - 生性多疑（編、監） - 鄭希怡 - 從前從前的從前（編、監） - 鄭希怡 - 我問你還會不會（編、監） - 鍾鎮濤 - 集體鼓舞（監） |

### 2009年
| | |
| - Joey Tang - 放棄我天地（曲、詞、監） - Freeze - 摩登伽女（監） - 羽 翹 - 港大女生（監） - 周子揚 - 白與黑（監） - 周子揚 - 我的都市沒有你的詩（曲、監） - 周國賢 - 赤城千葉（編、監） - 泳 兒 - 白紙（監） - 泳 兒 - 今天想懶惰（監） - 泳 兒 - 不激動（編、監） - 泳 兒 - 愛殺死愛（編、監） - 泳 兒 - 愛上水仙花（編、監） - 泳 兒 - 一撇（國）（監） - 孫耀威 - 圍城故鄉（編、監） - 容祖兒 - It Doesn't Matter（編、監） | - 容祖兒 - 花城（監） - 容祖兒 - 開動快樂（編、監） - 容祖兒 - 赤地之戀（監） - 容祖兒 - 永遠的愛人（監） - 陳奕迅 - 今天只做一件事（曲、編） - 陳柏宇 - 我們的門牌（監） - 陳偉霆 - 今天終於知道錯（編、監） - 陳偉霆 - 十（編、監） - 陳偉霆 - 狐狸小姐（監） - 陳偉霆 - Show（編、監） - 陳偉霆 - MJ（國）（監） - 陳偉霆 - 今天終於知道錯（國）（編、監） - 鍾舒漫、容祖兒 - 給自己的信（劇場版）（編、監） - 譚詠麟 - 高低一起（編） |

### 2010年
| | |
| - 周柏豪 - 最好不過（監） - 周柏豪 - 走狗（監） - 周麗淇 - 願望（監） - 周麗淇 - 綿羊（監） - 周麗淇 Feat. 何欣倩 - 願望（監） - 泳 兒 - 十二個我（曲、監） - 泳 兒 - 需要被需要（監） - 洪卓立 - 8:00pm. 天陰. 彌敦道（編、監） - 洪卓立 - 你好嗎（監） - 洪卓立 - 好友（監） - 洪卓立 - 蘋果樹（監） - 洪卓立 - 無人認領（曲、編、監） - 洪卓立 - 一拖再拖（編、監） - 洪卓立 - 無人認領（國）（曲、編、監） - 孫耀威 - Faithful Man（編、監） - 孫耀威 - 如果生命還有歌（監） - 孫耀威 - 談分論嫁（監） - 孫耀威 - 衣服（監） - 孫耀威 - 失戀得到甚麼（監） - 孫耀威 - 我的故事（上集）（監） - 孫耀威 - 不可含怒到日落（編、監） - 孫耀威 - 戰場上的最後聖誕（監） - 容祖兒 - 世界小姐（編、監） - 容祖兒 - 空港（編、監） - 容祖兒 - 飛（監） | - 容祖兒 - 澎湃（監） - 張敬軒 - 襯（編） - 許志安 - 忘了 忘不了（監） - 陳奕迅 - 苦瓜（監） - 陳奕迅 - My Private Christmas Song（曲、詞、編、監） - 陳偉霆 - Flying Away（監） - 陳偉霆 - 穿心箭（監） - 陳偉霆 - 隨便（曲、監） - 陳偉霆 - 大峽谷（監） - 陳偉霆 - 私鬥（編、監） - 陳偉霆 - 怎麼你的手機要響（編、監） - 陳偉霆 - Love Evolution（編、監） - 陳偉霆 - 尾巴（曲、監） - 陳偉霆 - 樂極忘情（監） - 陳偉霆 - 愛你太快樂（監） - 陳偉霆 - Closer（編、監） - 陳偉霆 - 夜光寶貝（監） - 陳偉霆 - 大量（編、監） - 陳偉霆 - 樂極忘情（國）（監） - 陳慧琳 - 快樂移動（編、監） - 劉浩龍 - 冇事，有心（監） - 蔡卓妍 - 往事並不如煙（監） - 蔡卓妍 - 捨得愛（監） - 蔡卓妍 - 煞有介事（監） - 蔡卓妍 - 黑與白（監） |

### 2011年
| | |
| - Gin Lee - 十年如當日（監） - Twins - 同時重生（編、監） - 古巨基 - 明天（編、監） - 林欣彤 - 平凡.明星（編、監） - 林欣彤 - 我們不是公主（曲、監） - 林欣彤 Feat. 超級巨聲2成員 - 友情演出（編、監） - 泳 兒 - 我不是你想像那樣的（曲、監） - 洪卓立 - 好好先生？（編、監） - 洪卓立 - 一夜城（監） - 洪卓立 - 有愛（監） - 容祖兒 - 13點（監） - 容祖兒 - 花千樹（監） - 容祖兒 - 垂涎（監） - 容祖兒 - 忟（編、監） - 容祖兒 - 山口百惠（監） | - 容祖兒 - 最後情人（監） - 容祖兒 - 人人起勁（監） - 容祖兒 Feat. MastaMic - 馬賽克（監） - 張智霖 - 死去活來（監） - 陳奕迅 - 六月飛霜（曲、監） - 陳奕迅 - Stranger Under My Skin（曲、編、監） - 陳奕迅 - 最後派對（曲、監） - 陳奕迅 - 沼氣（曲、編、監） - 陳偉霆 - 化學反應（曲、監） - 陳偉霆 - Ketchup（編、監） - 陳偉霆 - 我不夠好（監） - 陳偉霆 - Play Girl（監） - 蘇永康 - 那誰（監） - 蘇永康 - 春去也（編、監） - 蘇永康 Feat. 卓韻芝 - 那誰沒有下次（監） |

### 2012年
| | |
| - Gin Lee - Falling（編、監） - Gin Lee - 今天終於一人回家（監） - Gin Lee - GT（編、監） - Gin Lee - 我不是你的觀賞魚（監） - Mr. - 昨天（編、監） - Mr. - 走獸（編、監） - Mr. - 未來在宇宙盡頭（編、監） - Mr. - 昨天（The German Story）（監） - Mr. - What R We Fighting 4（編、監） - 古巨基 - 戀無可戀（監） - 古巨基 - 初初（監） - 吳雨霏 - 狠狠（監） - 吳雨霏 - 我願意（監） - 吳雨霏 - 狠狠（子彈煙花remix）（監） - 吳雨霏 - 紫禁情（監） - 李克勤 - 決戰草原（曲、監） - 李克勤 - 活著為求甚麼（編、監） - 李克勤 - 鑽石人生（監） - 李克勤 - Show（監） - 李克勤 - 珍寶珠（監） - 李克勤 - 放飛機（監） - 周國賢 - 我是個地球人（監） - 林欣彤 - 向玻璃鞋說再見（監） - 林欣彤 - 樹藤（編、監） - 林欣彤 - 獅子山下遇上（監） - 林 峯 - Because Of You（監） - 林 峯 - LFX 6.8（監） - 林 峯 - I'm Okay（監） - 林德信 - Magic（編、監） - 林德信 - 友情以上愛情以下（曲、編、監） - 林德信 - Magic（A Little More Magic）（編、監） | - 洪卓立、洪 - 四星期失戀（監） - 孫耀威 - 從此我的世界多了一秒（監） - 孫耀威 - 超友誼（監） - 孫耀威 - One Million Miles（監） - 孫耀威 - 回家（監） - 孫耀威 - 放開手（監） - 孫耀威 Feat. Hardpack - 海踏破（監） - 容祖兒 - 我要玩（監） - 容祖兒 - 出色（監） - 容祖兒、泳 兒、陳偉霆、鍾舒漫、洪卓立、侯志斌、樊明玉 - 敢做敢當（編、監） - 許志安 - 旁門左道（編、監） - 許志安 - 牛仔（監） - 連詩雅 - 好好過（監） - 陳偉霆 - 遺忘的勇氣（監） - 楊千嬅 - 親（監） - 福祿壽 - 爆笑一條龍（監） - 劉浩龍 - 髒話阿七（監） - 鄭 融 - 第五類（編、監） - 鄭 融 - 失蹤人口（監） - 鄭 融 - 危險品（編、監） - 環球群星 - 難忘時刻（監） - 薛凱琪 - Better Me（監） - 薛凱琪 - 冷笑話（監） - 羅力威 - 無所謂（監） - 羅力威 - 片尾曲（監） - 羅力威 - 暗號llv（監） - 羅力威 - 雙子情歌（監） - 羅力威、容祖兒 - 雙子情歌（合唱版）（監） - 關心妍 - 白費（監） - 蘇永康 - 破繭（監） - 蘇永康、謝安琪 - 獨行俠侶（監） |

### 2013年
| | |
| - AGA - 哈囉（編、監） - AGA - 能說不的秘密（編、監） - AGA - 問好（監） - AGA - One Day At A Time（監） - AGA - 一釐米（監） - AGA - 能說不的秘密（My Secret Mix）（監） - Gin Lee - 我說（監） - Mr. - 走一走（監） - Mr. - Dance Floor（編、監） - Mr. - 一首情歌（編、監） - 左麟右李 - 左顧右盼（監） - 李克勤 - 沉默的眼睛（監） - 李克勤 - 酒紅色的心（編、監） - 李克勤 - 痴情意外（監） - 李克勤 - 誰最愛你（監） - 李克勤 - 如果這是情（監） - 李克勤 - 句號（監） - 李克勤 - 請你不要難過（監） - 李克勤 Feat. 香港兒童合唱團 - 前進（曲、監） - 周柏豪 - 雙人床的空位（監） - 周美欣 - 不失禮（監） - 官恩娜 - 乾脆俐落（監） - 官恩娜 - 你都不懂（監） | - 林欣彤 - 我是歌手（監） - 林欣彤 - 一千零一次人生（監） - 林欣彤 - 空中戀人（監） - 洪卓立 - 誰（監） - 洪卓立、鍾舒漫 - 唯獨你教我可想像未來（監） - 孫耀威 - 好風光（監） - 容祖兒 - 我杯茶（監） - 梁漢文 - 用力一抱（監） - 連詩雅 - 說一句（曲、監） - 連詩雅 - 不要不記得（監） - 鄭秀文 - 朝聖（編、監） - 鄭 融 - 爆（監） - 鄭 融 - 非凡人生（監） - 薛凱琪 - 「告別我」（監） - 羅力威 - 大同（監） - 羅力威 - 不平安夜（監） - 羅力威 - 你你你（監） - 羅力威 - 白色玫瑰（監） - 羅力威 - 彩虹橋（監） - 羅力威 - Baby I Love You（監） - 羅力威 - 秋葉緣（監） - 關楚耀 - 你永遠是對的（監） |

### 2014年
| | |
| - AGA - 一（監） - AGA Feat. Gin Lee - 一加一（監） - AGA Feat. Gin Lee - 一加一（劇場版）（獨白：陳奕迅）（監） - Yellow! - 著襪浸溫泉（監） - Yellow! - 圍圈（監） - Yellow! - 夫目前飯（監） - 古巨基 - 致少年時代（監） - 周慧敏 - 肋骨（監） - 林欣彤 - 奇遇記（監） - 林欣彤 - 食物鏈（監） - 林欣彤 - 小羊（監） - 雨 僑 - 重投苦愛（監） - 雨 僑 - 戀無可戀（監） - 雨 僑 - 願（監） - 雨 僑 - Volar（編、監） - 雨 僑、王宗堯 - 埋頭苦愛（監） - 洪卓立 - 是愛情（監） - 洪卓立 - 獨活（監） - 洪卓立 - 請你別要說下去（監） - 洪卓立 - 內有愛犬（監） - 洪卓立 - 熟悉的陌生人（編、監） - 洪卓立 - 小時了了（監） - 洪卓立 - 雙魚座的眼淚（監） - 洪卓立 - 相識以後（監） - 洪卓立 - 新生命（監） - 洪卓立 - 獨活（劇場版）（聲演：容祖兒）（監） | - 洪卓立 - 副作用（監） - 洪卓立 - 胡桃樹（監） - 洪卓立 - 渴睡症（監） - 洪卓立 - 把砒霜留給自己（監） - 孫耀威 - 叛侶（監） - 容祖兒 - 榮耀娛樂（監） - 容祖兒 - 樂觀（監） - 張智霖 - 深不見底（監） - 張智霖 - 不請自愛（監） - 許志安 - 流淚行勝利道（監） - 許志安 - 幪面（監） - 許志安 - 生於第八日（監） - 連詩雅 - 只要和你在一起（監） - 連詩雅 - Come On（監） - 連詩雅 - 時間開的玩笑（監） - 連詩雅 - 水星逆行（監） - 連詩雅 - 心寒（編、監） - 陳志嘉 - My Love Is You（監） - 陳柏宇、VnP - 勇者的浪漫（編、監） - 楊千嬅 - 來生舞（監） - 楊千嬅 - 色惑（監） - 劉浩龍 - 說明書（監） - 鄭秀文 - Bang Bang Bang（監） - 薛凱琪 - 偷偷一秒（監） - 關楚耀 - 死去活來（監） - 蘇永康 - 潮流（監） |

### 2015年
| | |
| - AGA - 若（監） - AGA - 認（監） - AGA - Superman（監） - JUDE - 格拉斯哥流浪（監） - JUDE - 密室謀殺事件（監） - Mr. - 同進（監） - Super Girls - 有沒有我?（監） - Yan Ting - 逃兵（監） - Yellow! - 時間靜止器（監） - Yellow! - 鬼叫我窮牙（監） - 池 希 - I'll Be Alright（監） - 吳雨霏 - 最幸福的眼淚（監） - 吳業坤 - 原來她不夠愛我（監） - 李克勤 - 戀愛為何物（監） - 李克勤 - 簽紙（監） - 林德信 - 終於有一天（監） - 洪卓立 - 黑心King（監） - 洪卓立 - 回到最愛的那天（監） - 洪卓立 - 鐵鑄之契（監） - 洪卓立 - 少年遊記（監） - 洪卓立 - 回到最愛的那天（父親獨白版）（聲演：石修）（監） - 英皇群星 - 和華麗有約（監） - 英皇群星 - 和華麗有約（國）（監） | - 張惠雅 - 自己的情歌（監） - 張敬軒、泳 兒、洪卓立、鍾舒漫、羅力威、鍾舒祺 - 就手軒羊咩咩咩（監） - 盛 君 - 誰懂我（監） - 許廷鏗 - 其實你很美（監） - 連詩雅 - 浪漫前夕（監） - 連詩雅 - 為何要我愛上你（監） - 連詩雅 - 乖乖聽話（監） - 連詩雅 - 等到Sunday就Call你（監） - 連詩雅 - 大了一歲（監） - 陳偉霆 - 好想抱著你（監） - 陳凱彤 - 歡樂小姐（監） - 陳詠謙 - 寫妳太難（監） - 陳慧敏 - 完場曲（監） - 楊千嬅 - 天橋（監） - 溫 心 - 剛剛（編、監） - 溫 心 - 逆風的蝴蝶（監） - 劉浩龍 - Change Your Life（監） - 劉浩龍 Feat. MastaMic - 走（監） - 鄧養天 - 無藥可救（監） - 鄧養天 - 說分手是一種本領（監） - 薛凱琪 - 所有下雨天（監） - 薛凱琪 - 那一個我（監） - 薛凱琪 - 點水蜻蜓（監） |

### 2016年
| | |
| - AGA - 圓（監） - AGA - 圓（Acoustic Remix）（編、監） - AGA - 孤雛（監） - AGA、Gin Lee - 獨一無二（監） - AGA、Gin Lee - 獨一無二（Aftermath Remix Version）（監） - C AllStar - 聲音騷了（監） - ReVe - What?（監） - Yellow! - 跟車太貼（監） - 王梓軒 - 平常心（監） - 古巨基 - Dear Leslie（監） - 吳業坤 - 百姓（監） - 吳業坤 - 第一次告別（曲、監） - 吳業坤 - 一場人生（監） - 林欣彤 - 幸運是我（監） - 林欣彤 - 懸崖花（監） | - 林 峯 - 我不再相信（監） - 英皇群星 - 二龍爭姝賀金猴（監） - 張智霖、吳業坤 - 兵兵（曲、監） - 許志安 - 芝士（監） - 許志安 - 非安全地帶（監） - 許志安 - 靈魂道（監） - 許廷鏗 - 痛醒（監） - 陳凱彤 - 少女時代（監） - 陳凱彤 - 出手（監） - 鄭欣宜 - 無表面傷痕（監） - 馮允謙 - 後知後覺（監） - 馮允謙 - 把眼淚握在手裡（監） - 黃劍文 - 尋找消失的過去（監） - 樂善堂堂歌 - 樂善好施（監） - 糖 妹 - 實驗青春（監） - 關心妍 - 空心人（監） |

### 2017年
| | |
| - AGA - 3AM（監） - AGA - 吃定我（監） - AGA - Nights Without You（監） - JW、吳業坤 - 原來只因深愛著（監） - Mr. - 我要走更遠（監） - Mr. - 天知道（監） - Mr. - No Fear（監） - Mr. - 對錯論（監） - Super Girls - 女僕（監） - Yan Ting - 愛與罪（監） - Yellow! - 唔紅有原因（監） - 古巨基 - 由零開始（監） - 古巨基 - 有心人（監） - 古巨基 - 小明星（監） - 古巨基 - 當愛已成往事（監） - 古巨基 - 玻璃之情（監） - 古巨基 - 最愛（監） - 古巨基 - 共同渡過（監） - 古巨基 - 初心（監） - 伍定彥 - 未來進行曲（監） - 吳業坤 - 孝順（監） - 周柏豪 - 囂（曲、監） - 周柏豪 Feat. 衛 蘭 - 近在千里（監） - 洪卓立 - 帶著骨灰去旅行（監） | - 洪卓立 - 閃先（監） - 胡鴻鈞 - 朋友身份（監） - 馬天佑 Feat. 盧巧音 - 紅線（監） - 符致逸 - 寡人（監） - 許廷鏗 Feat. 2868 - 根（監） - 許志安 - 冥想練習（監） - 湯寶如 - 獨愛（監） - 劉浩龍 - 不一定（監） - 衛 蘭 - 天敵（監） - 衛 蘭 - 差半步（監） - 衛 蘭 - I Don't Know, I Don't Care（監） - 衛 蘭 - 一格格（監） - 衛 蘭 - 不欠我什麼（曲、監） - 衛 蘭 - 想像空間（監） - 衛 蘭 - Lonely（監） - 衛 蘭 - 我還是我（監） - 衛 蘭 - 我愛的人（監） - 衛 蘭 - 一晃眼（曲、監） - 衛 蘭 Feat. 衛 詩 - 細細個（監） - 衛 蘭、袁婭維 - 藍色Monday（監） - 糖 妹 - 陽光小姐（監） - 糖 妹 - 一起不一起（監） - 閻奕格 - 萬中無一（監） |

### 2018年
| | |
| - AGA - 無期（監） - AGA – 小問題（監） - AGA – 自由（Radio Version）（監） - AGA – 小問題（Retro Remix）（監） - JW - 揮揮手（監） - Robynn & Kendy - 同進（監） - Robynn & Kendy - One（監） - SKY - 人生同盟（監） - 古巨基 - 太空艙（監） - 古巨基 - 初心（國）（監） - 田蕊妮 - 兩口子（監） - 田蕊妮 - 半段路（監） - 吳雨霏 - 愛徹底（監） - 吳若希 - 麻醉（監） - 吳業坤 - 神不守舍（監） - 吳業坤 Feat. 田蕊妮 – 大女人主義（監） - 李晧軒 - 窮我一生（監） | - 沈震軒、莫凱謙、3Think - 不枉（監） - 官恩娜 - 寶貝兒（監） - 林欣彤 - 忍（監） - 洪卓立 - 週日司機（監） - 胡渭康 - 鏡花（監） - 容祖兒 - 心之科學（監） - 容祖兒、Dear Jane - 心之科學（DearJY MIX）（監） - 許廷鏗 - 邪惡博士與花輪同學（監） - 陳 蕾 - Tracey（監） - 麥家瑜 - 終生女友（監） - 劉浩龍 - Feel So Right（監） - 劉浩龍 - 冇得解（監） - 劉浩龍 - 阿龍理髮（監） - 衛 蘭 - 生涯規劃（監） - 衛 蘭 - 在月台上等你（監） - 鄧思朗 - 狂迷（監） |

### 2019年
| | |
| - AGA - Tonight（監） - AGA - Everyday（監） - AGA - Two at a time（監） - Dusty Bottle - You Don't Know Me（監） - Dusty Bottle - 問世間情是何物（監） - Dusty Bottle - What Did You Say（監） - JW - 逃生門（編、監） - Mr. - 細說。叫喊（監） - 布志綸 - 如果我們的語言是威士忌（監） - 田蕊妮 - 最親（監） - 田蕊妮 - 側面（監） - 田蕊妮 - Simple Love Song（監） - 田蕊妮 - 青春常駐（監） - 田蕊妮 - 百年不合（監） - 田蕊妮 - 心酸的情歌（監） - 田蕊妮 - 半天假（監） - 田蕊妮 - 等（監） - 何雁詩 - 包庇（監） | - 吳業坤 - 和懷念講再見（曲、監） - 李晧軒 - 講感情 傷感情（監） - 周國賢 Feat. JW - 逃生門（門外版）（監） - 林欣彤 - 失戀的人站起來（監） - 洪卓立 - 數寄屋橋次郎（監） - 洪卓立 - 鬚根（監） - 容祖兒 - 一種永遠（監） - 容祖兒 - 造就更好（監） - 張敬軒 - 空手而來（監） - 梁詠琪 - 再見灰姑娘（監） - 連詩雅 - 說分手（監） - 黃進林 - 分開紀念日（監） - 鄧思朗 - 請好好保重（監） - 盧巧音 - 一晚白頭（Rock Version）（監） - 糖兄妹 - 離心力（監） - 糖兄妹 - 只此一家（監） - 戴祖儀 - Only One（監） - 羅凱鈴 - 木蘭（監） |

### 2020年
| | |
| - AGA - Mad（監） - AGA - Wonderful U（監） - AGA - See You Next Time（監） - AGA - So Called Love Song（監） - Dusty Bottle - Break It Down（監） - Dusty Bottle - Paradise（監） - JW - 輕熟女（監） - JW - 小半生（監） - 布志綸 - 喘一口氣（監） - 吳若希 - 這位蠢才（監） - 吳業坤 - 原始心態（監） - 施匡翹 - 差不多小姐（監） - 吳若希 - 麻醉（監） | - 洪卓立 - 喜劇收場（監） - 容祖兒 - 東京人壽（監） - 馮允謙 - 地球來的人（監） - 黃淑蔓 - 猜猜我是誰（監） - 衛 蘭 - 低半度（曲、監） - 應智越 - 約你跳舞（監） - 應智越 - 肢體語言（監） - 薛凱琪 - 南昌街王子（監） - 謝安琪 - 三生一吻（監） - 謝高晉 - 仲夏日記（詞、監） - 謝高晉 - 慢播（監） - 羅凱鈴 - 落腳地（監） |

### 2021年
| | |
| - After Class（炎明熹、姚焯菲、鍾柔美、詹天文） - 要為今日回憶（監） - AGA - CityPop（監） - AGA - 理性與任性之間（監） - AGA - What are we gonna do（監） - ANSONBEAN - CRUSH (oh no!)（監） - JUDE - 私奔記（監） - JUDE - 傻瓜機（監） - MC張天賦 - 反對無效（監） - 布志綸 - 第一億次細胞分裂（監） - 布志綸 - 想再和你看煙花（監） - 何嘉莉 - 兩種人（監） - 林欣彤 - 深愛著你（監） - 林欣彤 - 不如憎你（監） - 林 峯 - 唱情歌的人（監） - 姜 濤 Feat. AGA - I Know（監） - 施匡翹 - 康復期（監） - 施匡翹 - Stay（監） | - 洪卓立 - 你那邊好嗎?（監） - 容祖兒 - 煙花紀（曲、監） - 容祖兒 - 不配（監） - 容祖兒 - 愛你愛我（監） - 容祖兒 - 辛苦你了（監） - 容祖兒 - 明天見（監） - 陳展鵬 - 零歲（監） - 趙浚承 - My World（詞、監） - 趙浚承 - 戀愛第二（監） - 趙慧珊 - 愛人如己（監） - 衛 詩 - 懸崖有路（監） - 鄧思朗 - 你為何還未睡（監） - 鄭欣宜 - 先哭為敬（監） - 薛凱琪 - 哥本哈根的另一個我（監） - 薛凱琪 - 迷路天才（監） - 薛凱琪 - 小鹿回來了（監） - 謝高晉 - 一對受害人（監） |

### 2022年
| | |
| - AGA - Tomorrow（監） - Ben Chiu - 粉身碎骨（詞、監） - JC陳詠桐 - 分手100天（監） - Pandora - 風月（監） - Pandora - 聖人模式（監） - 古巨基、MC張天賦 - 自我安慰（監） - 古巨基、力 臻 - Can We Try（監） - 古巨基、呂爵安 - 飄流教室（監） - 古巨基、黃明德 - 一刻永恆（監） - 古巨基、葉巧琳 - 樓下有人（監） - 布志綸 - 飛鳥俠（監） - 布志綸 - 爸爸好嘢 Little Boy（監） - 艾 妮 - 情緒勒索（監） | - 艾 妮 - 習慣被愛（監） - 吳保錡 - 猥瑣（監） - 吳保錡 - 羅曼蒂克衰亡史（監） - 李璧琦 - 鏡中的你好嗎？（監） - 林 峯 - 樓下有人（監） - 施匡翹 - My1stCar（監） - 陳葦璇 - 一個傻瓜一個啞（監） - 陳葦璇 - 一個傻瓜一個啞（Moment Remix）（監） - 陳慧嫻 - 早機（監） - 陳慧嫻 - 回家（曲、監） - 彭家麗 - 是不是這樣的痛過人才算真正的成長過（監） - 湯寶如 - 念念（監） - 楊千嬅 - 上善如酒（監） |

### 2023年
| | |
| - 193 - 以為只是沒送花（監） - AGA - MIZU（監） - AGA - MIZU（Acoustic Version）（監） - AGA - Miss u Goodbye（監） - AGA - Count to Ten（編、監） - AGA Feat. 陳奕迅 - Special One（監） - ANSONBEAN - 聰明豆（監） - Pandora - 終點靠近時（監） - Pandora - 找出秒針的缺口（監） - Pandora - 安全距離（監） - Pandora - 我最期待的畫面出現了（監） | - 古巨基 - 修歌（監） - 古巨基、Delta T - 有少少愛（監） - 古巨基、New Generation - 星戰（監） - 古巨基、雲浩影 - 順風車（曲、詞、監） - 古巨基、應智越 - 心跳回憶（監） - 吳若希 - 三人之境（監） - 施匡翹 - 童年密碼（監） - 陳葦璇 - 高敏族（編、監） - 曾比特、陳葦璇 - 旋轉拍賣（監） - 詹天文 - 沒有你的新學期（監） |

### 2024年
| | |
| - 193 - B出口（監） - AGA - Sorry（監） - AGA - The Lovers（監） - AGA - Why You（編、監） - AGA - DRUNK DIAL（監） - AGA - Unfamiliar City（監） - AGA - 沒有咖啡的喫茶店（監） - MC張天賦、姚焯菲 - 誰能避開戀愛這事情（監） - Pandora - 緊急應變逃生法（監） - Pandora - 反引力塵（監） - Pandora - 粉紅泡泡防護罩（監） - Twins - Maybe this is love（監） - 古巨基 - 就算天空塌下來（監） - 古巨基、告五人 - 成長的錯（監） | - 布志綸 - 霍金預言書（監） - 李浩軒 - 單程線（監） - 李璧琦 - 向明日乾杯 Be Healed（監） - 李璧琦 - 鬥醒 Be awakened（監） - 林愷鈴 - 愛過（監） - 容祖兒 - 九秒九（監） - 容祖兒 - One Last Time（監） - 陳葦璇 - 左手香（監） - 陳慧嫻 - 給親愛的親愛（監） - 陳慧嫻 - 陪伴（監） - 曾傲棐 - 密友圈之謎（監） - 鄧小巧 - 討好式戀愛（監） - 鄧思朗 - 你為何還未睡（監） - 應智越 - You're Gone（曲、監） |

### 2025年
| | |
| - AGA - Gas Station Diner（監） - AGA、陳慧琳 - The Lost Sunglasses（監） - Gin Lee - 隨時隨地（監） - Gin Lee、肥 豪 - 疫後遺物（監） - Pandora - 痛痛快快活活去（監） - Pandora - 花之生命（監） - Pandora - 年輕小說家（監） - ToNick - 我的活法（監） | - ToNick - 見到你就夠（監） - 古巨基、告五人 - 長大後的事（監） - 布志綸 - 要遲少少（監） - 布志綸 - 起身！（編、監） - 洪卓立 - 重返彌敦道（監） - 黃峻𤋮 - 拖多幾百天（監） - 黃淑蔓 - 留在你在我在的腦海（監） - 關嘉敏 - 愛不罕有（監） |

## 獎項
- 2011年度叱咤樂壇流行榜頒獎典禮 - 叱咤樂壇監製大獎
- 2012年度叱咤樂壇流行榜頒獎典禮 - 叱咤樂壇監製大獎
- 2014年度叱咤樂壇流行榜頒獎典禮 - 叱咤樂壇監製大獎
- 2015年度叱咤樂壇流行榜頒獎典禮 - 叱咤樂壇監製大獎
- 2018年度叱咤樂壇流行榜頒獎典禮 - 叱咤樂壇監製大獎
- 2020年度叱咤樂壇流行榜頒獎典禮 - 叱咤樂壇監製大獎
- 新城勁爆頒獎禮2021 - 勁爆監製《先哭為敬》

## 相關網站
- 舒文微博 （页面存档备份，存于）
- Zoo Music （页面存档备份，存于）